# Lagoa de Marapendi
Lagoa de Marapendi (portugisiska: Lagoa Marapendi) är en lagun i Brasilien.   Den ligger i delstaten Rio de Janeiro, i den sydöstra delen av landet, 900 km sydost om huvudstaden Brasília. Lagoa de Marapendi ligger 4 meter över havet.